# 1958年安多地区武装冲突
1958年安多地区武装冲突，或称甘青南平叛，是1958年发生在安多地区的大范围武装冲突，中华人民共和国政府視之為发生在青海、甘南地区的「反革命叛乱」。1958年3月开始，兰州军区遵照中央军委的指示，先后出动28个步兵团和骑兵团，29个民兵连，2个工兵团，3个汽车团及其他特种兵和保障分队，在空军配合下平叛:128，至1959年6月叛乱基本肃清，在玉树地区零星冲突持续至1961年底:131。冲突共涉及32个县，参加叛乱人数累计达16万人，是中共建政以后人数最多、活动最大的一次叛乱:127 。

## 青海境内冲突
1958年4月，循化县副县长加乃化仁波切等循化温都寺的上层人士被请到县城去参加“学习班”。4月17日，岗察乡牧主奴日洪布带领民众抗拒合作化，同时要求释放加乃化仁波切，民众扣押乡党支部书记，砍断电线杆。18日抗议升级为武装冲突，工作组组长被打死。同日海南藏族自治州政协副主席占德尔也发动民众暴动。4月24日，各族民众共4000多人在撒拉族头人韩乙奴和阿訇韩乙四夫的带领下包围县城，其间发生殴打干部，抢劫商店等暴力行为:127 。
青海地区的平叛作战，以青海省军区和55师为主，组成青海前线指挥部。参战的还有果洛指挥部、玉树指挥部等所属163师3个团，第54军134师（1958年5月刚从朝鲜回国）401、402团，果西骑兵1、2、3团，果洛指挥所步骑大队，骑1师3团，黄南支队以及地方武装、民兵、民警等:128。
25日拂晓，解放军步兵第55师163团（欠1个营）、165团、炮兵306团一个混合炮兵营等部奉命渡过黄河，围歼“叛匪”。韩乙奴和阿訇韩乙四夫得到解放军进攻的消息，已经率领武装人员在夜里逃走。解放军经4小时战斗，毙伤719人，其中击毙435人:129 。
5月4日，解放军进军与循化县接壤的黄南藏族自治州同仁县，包围隆务寺，寺主夏日仓缴械投降，后因反革命罪被捕入狱。解放军随后进到黄南州境内泽库县、河南蒙古族自治县、尖扎县:129。6月1日，同甘南地区平叛部队在柯生托洛滩大败叛军。6月上旬，在同仁县五区多哇以东之吉什龙卡附近各山要点，活跃着来自同仁县多哇、瓜什则及夏河县甘加、循化县岗察等地叛军800余人，解放军数次派人劝降无果。6月9日，步兵十一师一部和青南平叛指挥部所属步骑大队分路向吉什龙卡合围，10日8时，步骑大队先与叛军遭遇，双方战斗达10小时之久，17时，步兵十一师一部赶到，激战1个半小时后，叛军分路溃逃:1032。7月11日，解放军以炮团1个营留守同仁县，余部转兵海南藏族自治州同德县。黄南支队和同仁、尖扎民兵连以及化隆县民兵一、二连，继续在黄南州扎点清剿:1031。同德县的叛军逃至居布林，聚有5000余人。解放军果洛指挥所步骑大队与163团（欠3营）合围该股叛军，以少胜多，于7月31日全歼。同日，集中主力6个团，歼灭了海南州兴海县东南部的叛军7000余人:129。
1958年7月初，青海省军区抽调驻大柴旦的内卫二团的6个连队和西宁市的一个民警连、都兰县的一个民兵连，组建8个骑兵连1000多人的“玉树指挥部骑兵支队”，准备赴曲麻莱县平叛剿匪。后玉树军分区组建了一支骑兵支队，我们支队成为“玉指骑兵第1支队”，支队长是柴达木军分区副司令员翟万宝。玉树指挥部司令员兼政委是青海军区司令员孙光，副政委兼政治部主任是玉树军分区政委陈效真。剿灭了曲麻莱地区的大股叛匪后，12月底“玉指骑兵第1支队”回到西宁市。
10月6日，泽库县赛日地区部落头人切什江、更藏等人聚集2200余人暴动，杀死县公安副局长旦正俄日等24人。7日，黄南军分区政委赵国胜率黄南支队一连、民兵骑兵1个连，河南县人民武装部部长刘怀珠率黄南支队二连及民兵50余骑，在海南州军分区步骑大队配合下，分路清剿赛日地区叛军。9日，赛日叛军伏击同德县派出的武工队。至10月底，清剿部队经大小7次战斗，缴获各种枪500余支（挺），子弹2000余发:1033。
入冬前，仅青南前指所属部队又作战百余次，歼敌7755名。1958年冬，平叛部队回撤整训:129。
人民空军也出动了航空兵参战，担任侦察、运输补给、轰炸扫射任务。到1958年底，共出动飞机486架次:129。
1959年开春后，青南地区叛军散而复聚5000余人，枪800余支。步兵163团、165团、骑兵3团，黄南支队民警民兵一部共4403人奉命清剿。4月15日，围歼了什藏寺地区之多伯为首叛军300余人。5月17日转战兴海县，与更藏为首叛军连续作战，歼敌800余人，放走群众1500余人，更藏被击毙。随即转入分片清剿工作:130。
1959年3月24日，兰州军区在玉树组成了平叛指挥部（简称玉指），青海省军区副司令员、代司令员孙光少将任司令员兼政委兼州委第一书记，第61师师长彭思忠任副司令员，师政委刘建功任副政委，师参谋长马友里任参谋长，傅建民任政治部主任，孙魁元任作战科长。当时最后的敌人在查漏寺，有叛匪1000余人；另一股是卡一普石洞叛首翁加带领300余武装。玉树军分区骑兵支队久攻不下，伤亡较大，玉指决定首先消灭这两股叛军，拟用内蒙古骑兵第13团奔袭查漏寺之敌，与此同时铁锤子团第182团二营攻打卡一普石洞。1959年六十一师2个团的平叛地区分配是：第182团和内蒙骑兵13团担负通天河（长江）以南的玉树、江南、治多、杂多4县，第183团担负通天河以北的称多、天河、曲麻来3县的平叛任务，南部的昂谦县为内蒙骑兵14团清剿区。
1959年春天，3个骑兵连改编为摩托大队，集训两个月后，去天峻山围捕空降特务。1959年5月初，内卫二团上昆仑山参加平叛，分驻在温泉、沱沱河、二道沟、五道梁4个兵站，守护青藏公路，保障运输安全。团部在五道梁兵站，五连在沱沱河。
7月3日开始，第134师400团、工兵营、通信营及炮兵541团抽组之混合炮营，对玉树地区叛军进行清剿，至12月6日，战斗148次，歼敌9556人:130。由于玉树地区发生对俘虏捆、吊、杀、打事件，有的对外逃群众不加区别地加以杀害，仅军区负责人孙某就批准秘密处决降、俘人员128名，引发群众不满，使这个地区至1961年还有零星冲突:131。1960年7月，玉树地区平叛指挥部副司令员霍如海（玉树军分区原副司令员兼参谋长）在指挥治多县西部的一次战斗中阵亡，为青海平叛阵亡最高级别军官。
后134师随54军进入西藏，参与平定1959年藏区骚乱，解放军增调第21军部分兵力参与青海和甘南的平叛。对阿木去乎旦增青稞所部26人，玛曲乔科格桃、窝吾所部20人，曾使用数十倍兵力，清剿一年而无成果，小分队反而多次吃亏:130。后将三分之二部队组成武工队，协助当地政府平叛，仅青南地区就组织了42个武工队。三分之一部队组成清剿分队，至1960年下半年，才将成股叛军歼灭:1031。1959年4月至1961年初，第61师奉命赴青海玉树地区平叛，缴获各种枪支1820支（挺）、刀矛3880把、马3900余匹，解放群众18673名。
在青海省查当松多地区欧才扎错组织了1.2万多人的叛乱武装，得到美台支持，从国外利用夜暗空投物资和武器装备。军统少将特务组长赵宜川携带电台空降叛区。1959年6月13日，中央军委电令玉树指挥部以优势兵力及航空兵歼灭查当松多之敌，要求务必全歼叛首及台特。玉指制定了以骑兵为主的强大突击集团，采取长途奔袭，多路合围，重拳突击分割敌人，各个歼灭的战法。第61师各步兵团的骡马及缴获的马匹集中起来，编成骑兵大队参加作战。投入兵力有空军轰炸机10架，各师、团战斗部队共约3万余人。1959年7月23日，雪地寒天，各师团经过5天急行军到达了待机攻击位置。26日天色还没有大亮，机群向查当松多战区敌阵地俯冲扫射。骑兵13、14团的战士拉开战斗队形，乘势向前冲击。骑2师也迅速占领了预定的敌阵地，骑兵突击集团左右两侧的摩托装甲大队，向敌中心阵地发起攻击。这次战役共俘敌7000余人，缴获各种枪炮6000余支，赵宜川被当场击毙，叛首欧才扎错率领残敌千余人向唐古拉山逃窜。8月26日彭思忠副司令员带领精干人员进驻唐古拉山，开设前方指挥所（简称前指）。10月2日完成追剿昆仑山残匪，内蒙古骑兵第14团和钢铁团第183团骑兵大队通过无人区向乌图美仁开进，尔后到格尔木转乘汽车。
1960年3月末第181团进入囊谦县接替内蒙古骑兵14团任务。4月中旬181团一营在玉树县大、小苏莽地区清剿，以二、三营围歼昂欠、类务齐（属西藏）两县边境的日涌、布涌地区的股匪，基本扑空，仅消灭才仁巴登股匪一部。，因昂谦县南与西藏丁青、类乌齐等县相连，山高、河多，兼之两省、区邻近地区的叛匪相互流窜，相互掩护，较难抓住战机完成平叛任务。
“二号地区”是指唐古拉山东南玉树杂多县与西藏聂荣县交界的广阔地域。盘踞着近万叛军，其中有600多名是空降特务。由西藏军区丁（丁盛）指部队与孙光司令员指挥的玉指部队协同完成作战，共投入11个团（支队）级部队约1.7万人，有骑兵团、步兵团，还有空军、装甲兵配合。玉指部队的大本营在沱沱河兵站。5月1日，所有参战部队向战区开进，实施向心合围，先是骑兵，后是步兵，最后是摩托化部队。5月5日拂晓，战斗打响，空军出动飞机几十架次，连续两天对叛匪集结地区反复轰炸，摧毁叛匪的无后坐力炮、迫击炮、高射机枪等重武器。重创叛匪主力后，地面部队实施围攻。战役第一阶段完成后，对部分窜出合围圈的叛匪进行追歼，总参谋部指示“千方百计寻歼老哇喇麻（二号地区敌‘青海军’副司令）股匪”。“二号地区”战役历时26天，消灭8000多人。
1960年底，第61师撤回山西大同归建。第62师（1959年兼甘南平叛指挥部）调归兰州军区继续在青海执行任务。第181团由于是1960年初刚刚入青海，因此第181团、第61师工兵营和侦察连与第184团、第62师工兵营和侦察连对调建制，留在第182师直至1975年12月。
1961年，叛乱基本平息，但青藏公路沿线的零星战斗仍时有发生。

## 后续工作
1958年在平叛的同时，全面实行民主改革和反宗教寺院封建特权斗争，没收参判的千百户及牧主的财产归集体，对未参判的千百户及牧主实行赎买政策，建立人民公社:1365。黄南州内75座寺院除保留尖扎县拉莫德钦寺外，其他寺院均关闭或改作他用，相当一部分寺庙建筑和宗教文物被毁坏。全州仅有寺僧69名，还俗5847人:1429。

## 平反错案
法院在平叛时期中止了正常的审判制度和程序，实行“联合办案”，批捕、预审、起诉、判决均由一人批办，错补错判了一批人:925。1962年和1981年前后进行了甄别复查和纠正，并拨出专款给予抚恤和救济。
- 夏日仓·噶丹罗桑赤列隆朵嘉措（1916-1978），隆务寺第七世寺主夏日仓活佛，1956年当选为黄南藏族自治州首任州长。曾任中国佛教协会理事、全国政协委员、全国民族事务委员会委员等职。1958年6月16日因反革命罪被捕，1978年11月30日病逝狱中。1980年10月，中共青海常委会议决定“夏日仓反革命案原判与事实不符，属于错案，给予平反，与夏案有关的多日吉、扎西之反革命案也予以平反。”[4]:1546
- 多日吉（1899-1974），加吾部落千户，曾任甘南州副州长，因加吾部落有部分群众参与叛乱，多日吉受到株连，1958年6月被捕法办，并没收家产。后获平反[4]:1542。
- 格勒嘉措（1920-1969），七世夏日仓活佛胞弟，1958年因黄南州叛乱问题受到株连，被免去副州长职务，撤销省人民代表资格。后中共黄南州委予以平反，清退了被没收的钱物[4]:1539。
- 洛桑隆朵丹贝坚参（1888-1959），三世阿柔仓活佛，兴海县赛宗寺的创建者和寺主。解放初曾任中国佛教协会常务理事，青海佛教协会会长，后任青海首届人大代表，政协青海省委员会副主席等职。1958年因涉嫌参与叛乱被捕，翌年病逝狱中，1981年中共青海省委给予彻底平反[4]:1528。
- 项谦（1904-1959），虽未参与叛乱，但受到株连在县人代会上被批评，被中共甘南州委撤销尖扎县长、黄南州副州长职务。后纠正了对项谦的错误批评[4]:1530。
- 九麦索南木（1920-1960），和日部落藏传佛教宁玛派活佛，黄南州政协副主席。1958年6月被捕入狱，1960年11月21日，在西宁监狱中病逝。后中共黄南州委予以彻底平反[4]:1533。
- 赛池（1933-1961），系今尖扎县德钦寺三大活佛之一，黄南州副州长。1958年9月17日，在平叛中受到株连被捕，1961年8月病逝。1980年9月西宁市中级人民法院经复查后宣告无罪[4]:1534。
- 拉加（1909-1986），平叛中受到株连，1958年6月被撤销泽库县副县长职务，被捕。1961年经复查教育释放。